# Jerry Weintraub
Jerome Charles Weintraub, meglio noto come Jerry Weintraub (Brooklyn, 26 settembre 1937 – Santa Barbara, 6 luglio 2015), è stato un attore, produttore cinematografico e produttore televisivo statunitense, noto per aver prodotto film di enorme successo, tra cui Karate Kid e Ocean's Eleven - Fate il vostro gioco.
Dopo un primo matrimonio con Janice Greenberg da cui ha avuto un figlio, Michael, si è risposato nel 1965 con la cantante Jane Morgan con cui ha adottato tre figlie, Julie, Jamie e Jody. I due si separarono negli anni ottanta ma non divorziarono mai. Dal 1995 fino alla morte ha convissuto con la produttrice Susan Ekins.
Dopo aver lavorato per molti anni come produttore si è cimentato nella recitazione e nel 1993 ha debuttato al cinema nel film Il socio.
È morto nel 2015 a 77 anni, per un arresto cardiaco.

## Filmografia parziale

### Produttore

#### Cinema
- Cruising, regia di William Friedkin (1980)
- A cena con gli amici (Diner), regia di Barry Levinson (1982)
- Per vincere domani - The Karate Kid (The Karate Kid), regia di John G. Avildsen (1984)
- Karate Kid II - La storia continua... (The Karate Kid - Part II), regia di John G. Avildsen (1986)
- Un'idea geniale, regia di John G. Avildsen (1987)
- Ho sposato un'aliena (My Stepmother Is an Alien), regia di Richard Benjamin (1988)
- Karate Kid III - La sfida finale (The Karate Kid - Part III), regia di John G. Avildsen (1989)
- Un paese puro (1992)
- Lo specialista (The Specialist), regia di Luis Llosa (1994)
- Karate Kid 4 (The Next Karate Kid), regia di Christopher Cain (1994)
- Las Vegas - In vacanza al casinò (Vegas Vacation), regia di Stephen Kesslerg (1997)
- The Avengers - Agenti speciali (1998)
- Soldier (1999)
- The Independent (2000)
- Ocean's Eleven - Fate il vostro gioco (2001)
- Ocean's Twelve  (2004)
- Ocean's Thirteen (2007)
- Nancy Drew (2011)

#### Televisione
- Il cowboy e la ballerina (1984)
- Dietro i candelabri (2013)
- The Brink (2015)

### Sceneggiatore
- The History of Cruising (2006)
- Jerry Weintraub: Walk and Talk (2007)

### Attore
- Il socio (The Firm), regia di Sydney Pollack (1993)
- Confessioni di una mente pericolosa (Confessions of a Dangerous Mind), regia di George Clooney (2002)
- Ocean's Thirteen, regia di Steven Soderbergh (2007)

## Doppiatori italiani
- Alessandro Rossi in Il socio
- Franco Zucca in Ocean's Thirteen